# Aemona karennia
Aemona karennia är en fjärilsart som beskrevs av Robert Christopher Tytler 1939. Aemona karennia ingår i släktet Aemona och familjen praktfjärilar. Inga underarter finns listade i Catalogue of Life.